# Eksjö–Österbymo Järnväg
Eksjö–Österbymo Järnväg (EÖJ) var en smalspårig järnväg med 891 mm spårvidd vilken sträckte sig från Eksjö i Småland till Österbymo i Östergötland. Järnvägen öppnade för trafik 1915 och persontrafiken lades, likt många andra mindre järnvägar, ned på 1950-talet. 

## Planering och uppkomst
Eksjö fick 1869 järnvägsanknytning i och med att den normalspåriga Nässjö-Oskarshamns järnvägs (NOJ) öppnande. Staden räddade på så sätt sin ställning som en av de ledande städerna i Jönköpings län och Höglandsregionen, en ställning som var hotad i och med de nya järnvägsstäderna Nässjö, Sävsjö och Hultsfreds uppkomst. NOJ var tänkt att fungera som huvudbibana, en järnväg som visserligen inte var stambana men ändå skulle kunna fungera som regional huvudjärnväg och transportnav. Till följd av detta väcktes tanken på en järnvägslinje genom Södra Östergötland och Norra Småland mellan Eksjö och Kisa. Denna järnväg skulle täcka in betydelsefulla avverkningsområden inom skogsbruket vilket ansågs lukrativt. Planerna lades dock på is under lång tid då det visade sig att det inte fanns tillräckligt många finansiärer för projektet. 
Under sent 1800-tal började dock tanken på en järnväg mellan enbart Österbymo och Eksjö väckas. Denna skulle vara normalspårig och främst användas till virkestransporter från Ydre härad och Västra Ryds församling. Någon större tanke på persontransporter fanns inte då området var mycket glesbefolkat. Det visade sig dock att det inte fanns tillräckligt med pengar för att bygga en normalspårig järnväg och regeringen avslog ansökan om statsstöd. Förhoppningarna om en järnväg till Ydre försvann dock inte och stärktes då man såg hur väl många av Sveriges järnvägsaktiebolag gick. NOJ var även angelägna att banan blev byggd då man trodde att detta skulle öka NOJ:s betydelse avsevärt. Man föreslog därför en smalspårsjärnväg då detta skulle minska kostnaderna avsevärt. 1914 inleddes järnvägsbygget och redan 1915 stod banan klar med Eksjö stad, NOJ, Västra Ryds kommun och Sunds kommun som största aktieägare. Det fanns ett statligt lån på 643 000 kr.

## Bana och drift

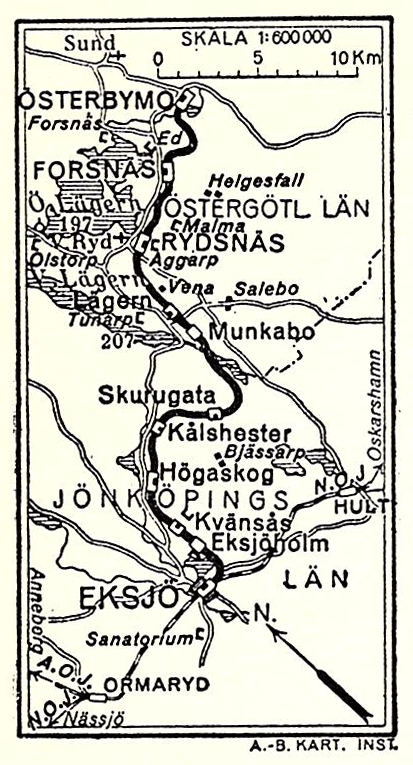
EÖJ. Karta 1926

Banan samförvaltades under hela sin existens med NOJ men med egna fordon eftersom banorna hade olika spårvidder. Persontrafiken var knapp och godset kom att dominera. Landskapet genom vilket banan flöt var långt ifrån idealiskt för järnväg då den gick genom det branta gränsområdet mellan småländska höglandet och östgötaslätten. Banans högsta punkt var mellan gårdsstationen Kålshester och stationen Skurugata. De två viktigaste stationerna utmed banan kom att bli Rydsnäs station i den gamla kyrkbyn Västra Ryd och slutstationen Österbymo. Förhoppningarna om att fler samhällen skulle bildas infriades aldrig. 
Banan ansågs vid sitt uppförande vara en av de vackraste i Sverige då den gav resenären en vidsträckt utsikt över de många branterna och sjöarna varvade med fornskog. Det område där banan löpte finns till stor del skildrat i Astrid Lindgren-filmen Ronja Rövardotter vars inspelningsplats var Skurugata och dess omgivningar.
Stationshusen utmed banan fick alla liknande arkitektoniska utformning enligt dåtidens nationalromantiska villaideal och är i många avseenden lika de många villor som byggdes i storstädernas förnäma villastäder. Stationerna hade alla branta brutna sadeltak med stor takkupa på framsidan. På framsidan, mot spårområdet, fanns även ett överhäng vilket fortsatte från taket i en svagare sluttning, till för att skydda väntande passagerare från väder och vind. Stora fönster med spröjsar hörde också till husets detaljer. Husen byggdes för att kunna tillhandahålla all den service som krävdes av dåtidens stationer och byggdes även för att kunna tillfredsställa expanderande samhällen. Detta gjorde att många av stationshusen blev överdimensionerade i förhållande till stationernas storlek och behov. Stationerna i Skurugata och Kålshester är tydliga exempel. Den enda station som verkligen behövde stationshusets storlek var Österbymo station där huset utnyttjades fullt ut till både polletterat resgods, telegrafi, post samt biljettförsäljning och väntsal.

## Problem och avveckling
Banan började redan på 1930-talet få ekonomiska problem då trafiken aldrig blev så omfattande som man hoppats. Aktieägarna tvingades vid flera tillfällen skjuta till pengar till den olönsamma driften. I ett försök att minska kostnaderna gjorde man flera stationer obemannade och med automatiserad drift. Samtliga tåg som trafikerade banan var så kallade blandade tåg med både godsvagnar och personvagnar vilket medförde lägre kostnader men även lägre standard för resande. Sålunda var banan främst en godsbana. Att banan främst kom att bli en godsbana har att göra med främst två saker. Man drog järnvägen genom ett område som vid tiden var mycket glesbefolkat och järnvägen gav inte heller upphov till stora industrier genom vilka arbetstillfällen gavs. Den trähantering som var tänkt att underlättas med EÖJ bestod främst i frakt av råvarutimmer, något som inte kräver arbetare i stor mängd. Bearbetning av råvarorna skedde på andra orter såsom Stockaryd och Bodafors vars träindustrier sedan länge var utvecklade. Den andra anledningen till att banan kom att sakna större betydelse var dess segdragna planerings- och uppförandeprocess. Banan började planeras 1869 i en tid av stor järnvägshysteri och framtidstro. När EÖJ byggdes 1915 hade banan missat nära 50 år av utveckling. Andra järnvägar och orter hade redan fyllt utrymmet som betydande. 
Efter Andra världskrigets tillfälliga uppsving inom järnvägen fick banan så stora problem att svenska staten köpte bolaget 1945 och 1946 uppgick banan i Statens järnvägar. Driften fortsatte att vara olönsam trots att staten satte in de svagare men effektivare och framför allt billigare dieselloken på banan. När 1950-talets bilism gjorde sig allt mer kännbar, framförallt på landsbygden, fanns ingen annan utväg än avvecklande av den knappt 50-åriga järnvägen. 1954 avvecklades persontrafiken på järnvägen som en av de första i Sverige. Busstrafik ersatte sträckan Eksjö-Österbymo och en ny busslinje Österbymo-Tranås öppnades. Det fanns vid tiden en tro på att järnvägen skulle kunna få stor betydelse vid eventuella oljekriser och krig men järnvägen blev för dålig och godstrafiken upphörde 1968. Spåren revs upp 1969/1970 utom sträckan Kålhester-Skurugata som användes som militärt övningsobjekt till 1983 då även den revs.

## Efter järnvägen
Delar av banvallen är omgjord till cykel- eller gångbana. 
Utvecklingen avstannade även på de orter där järnvägen varit nödvändig. Rydsnäs och Österbymo omvandlades till sovsamhällen med utflyttning som följd. Järnvägen gör sig ändå påmind, främst i Österbymo där de gamla stationshuset och en kort bit av banan finns bevarad och centralt belägen utmed länsväg 134. 
Järnvägens nedläggning gjorde även att fokus för de boende i främst Österbymo med omgivning flyttade från Eksjö till Tranås. När järnvägen fanns, var Eksjö den naturliga handelsplatsen men i och med nedläggningen förflyttades fokus alltmer till både större och mer närbelägna Tranås.